# Ferrari F92A
Ferrari F92A, znany także jako Ferrari 644 – samochód Formuły 1 zaprojektowany przez Jeana-Claude’a Migeota i Steve’a Nicholsa dla zespołu Scuderia Ferrari. Model F92A wziął udział w sezonie 1992, a jego kierowcami byli Jean Alesi, Ivan Capelli oraz zastępujący Capellego pod koniec sezonu Nicola Larini. Po jedenastu wyścigach sezonu wprowadzono zmodyfikowaną wersję samochodu, oznaczoną symbolem F92AT. Model zawierał innowacyjny projekt podwójnej podłogi, który się nie sprawdził. Samochód okazał się niekonkurencyjny, a jego kierowcy zdobyli łącznie 21 punktów i dwa miejsca na podium. Po sezonie do zespołu w charakterze szefa ds. projektu przyszedł George Ryton, a drugim kierowcą zespołu został Gerhard Berger.

## Tło
Sezon 1991 nie był udanym dla Scuderia Ferrari. Włoski zespół zakończył go na trzecim miejscu w klasyfikacji konstruktorów, z dużą stratą do McLarena i Williamsa. Ponadto Ferrari po raz pierwszy od 1986 roku nie zdołało wygrać żadnego wyścigu. Wskutek słabych wyników pojawiły się napięcia pomiędzy zespołem a trzykrotnym mistrzem świata, Alainem Prostem (który powiedział między innymi, że łatwiej jeździ się ciężarówką niż Ferrari 643) i Francuz przed ostatnim wyścigiem sezonu został zwolniony; Ferrari poinformowało także, że nie będzie korzystać z usług Prosta w sezonie 1992.
W celu osiągnięcia lepszych wyników zreorganizowano zespół: Luca Cordero di Montezemolo powrócił jako prezydent Ferrari, a Sante Ghedini jako menadżer zespołu. W charakterze projektanta zatrudniony został Jean-Claude Migeot, a doradcą został Niki Lauda.
Na sezon 1989 skonstruowano model 640, na którym oparci zostali jego następcy: 641, 642 i 643. Po nieudanym sezonie 1991 Ferrari postanowiło, że kolejny model będzie całkowicie nową konstrukcją. Projektanci zupełnie przeprojektowali silnik i skrzynię biegów, nadwozie przybrało bardziej aerodynamiczny kształt, zgodny z ówczesnymi trendami w Formule 1. Głównymi projektantami byli inżynier aeronautyki, Jean-Claude Migeot oraz Steve Nichols.
Testy w tunelu aerodynamicznym wykazały, że Ferrari F92A miało bardzo dobrą siłę docisku i aerodynamikę. Na torze samochód był jednak powolny, źle się prowadził i miał problemy z silnikiem oraz skrzynią biegów.

## Silnik i skrzynia biegów
W F92A zastosowana została nowa jednostka napędowa, oznaczona symbolem Tipo 040 (E1-A92). Ten dwunastocylindrowy widlasty silnik wolnossący przyjął klasyczną architekturę, podobnie jak poprzednik (Tipo 037) – kąt rozwarcia między cylindrami wynosił 65°. Został zamontowany wzdłużnie przed tylną osią. Ferrari zachowało układ pięciu zaworów na cylinder z podwójnym wałkiem rozrządu w głowicy. Moc maksymalna samochodu wynosiła około 700 KM przy 13 200 obr./min. i była niższa od poprzedniego modelu. W trakcie sezonu moc samochodu jednak znacznie spadła wskutek zawodności. Pojemność skokowa wynosiła 3498 cm³. Stosunek średnicy cylindra do skoku tłoka wynosił 1,85:1 (średnica cylindra 84 mm, skok tłoka – 53 mm), jednostka Tipo 040 była zatem silnikiem krótkoskokowym. Samochód był zasilany paliwem za pomocą elektronicznego, cyfrowego wtrysku paliwa Weber-Marelli. Zapłon pochodził od Magneti Marelli.
Napęd przenoszony był na oś tylną. W wersji F92A skrzynia biegów liczyła sześć przełożeń plus bieg wsteczny (zamiast siedmiu, jak u poprzednika). Początkowo w obu samochodach skrzynia biegów była zamontowana wzdłużnie, ale później opracowano nową skrzynię biegów, zamieszczoną poprzecznie, i umieszczono ją w pojeździe Jeana Alesiego; w pojeździe Ivana Capellego nadal stosowano skrzynię biegów zamontowaną podłużnie. W Grand Prix Belgii zadebiutował model F92AT, w którym zastosowano siedem biegów, a w samochodach obu kierowców skrzynia biegów była zamontowana poprzecznie.

## Nadwozie i zawieszenie
Konstrukcja nadwozia typu monocoque wykonana została z włókna węglowego o strukturze plastra miodu i kompozytów. Monocoque, w porównaniu do poprzednika, został usztywniony. Model charakteryzował się wąskim nosem, który został podniesiony poprzez dwie podpórki znajdujące się na środku przedniego spojlera; rozwiązanie to po raz pierwszy Migeot wykorzystał w Tyrrellu 019. Sekcje boczne samochodu były wysokie i wąskie. Przednia część sekcji bocznych była oderwana od korpusu samochodu, a wloty powietrza z nich wychodzące przybrały owalny kształt.
Rewolucyjnym rozwiązaniem, zastosowanym po raz pierwszy w Formule 1, była podwójna podłoga. Samochód został podniesiony, by umieścić pod sekcjami bocznymi dodatkową warstwę podłogi. Nichols próbował dzięki niej uzyskać efekt przypowierzchniowy bez łamania przepisów. Teoretycznie przechodzące pomiędzy obiema warstwami podłogi powietrze powinno pomóc w wytworzeniu większego docisku. W teorii oraz podczas testów w tunelu aerodynamicznym to rozwiązanie sprawdzało się, ale nie miało ono przełożenia na wyniki. Podwójna podłoga wymagała bowiem podniesienia sekcji bocznych oraz chłodnic, a co za tym idzie – środka ciężkości, co miało ujemny wpływ na osiągi samochodu. Ponadto przez podwójną podłogę kształt samochodu za siedzeniem kierowcy był okrągły, a nie kwadratowy, co powodowało wbijanie się w plecy pasów bezpieczeństwa i znaczny dyskomfort u kierowcy podczas jazdy.
Na zawieszenie składały się popychacze aktywujące drążki skrętne poruszane przez podwójne wahacze. Z przodu zastosowano jeden amortyzator – zaletami takiego rozwiązania były między innymi niższe wydatki oraz dobra kontrola nad samochodem przy wolnych zakrętach na dobrej nawierzchni, ale do wad należała mniejsza zdolność do pokonywania szybkich zakrętów na złej nawierzchni. Projekt tylnego zawieszenia F92A miał cztery lata. Tył samochodu był bardzo ciężki i powodował, że samochód trudno się prowadził.
W układzie hamulcowym Ferrari zastosowało wentylowane tarcze hamulcowe Carbone Industrie oraz zaciski Brembo.
Samochód ważył 505 kilogramów. Jego długość wynosiła 4350 mm, szerokość 2135 mm, wysokość 978 mm, a rozstaw osi – 2860 mm.
W F92A, zgodnie z regulaminem na sezon 1992, zastosowano dozwolone nim pomoce elektroniczne, jak np. kontrola trakcji czy półautomatyczna skrzynia biegów. Ich potencjał nie został jednak maksymalnie wykorzystany przez Ferrari.
Skonstruowano siedem modeli F92A.

## Kierowcy

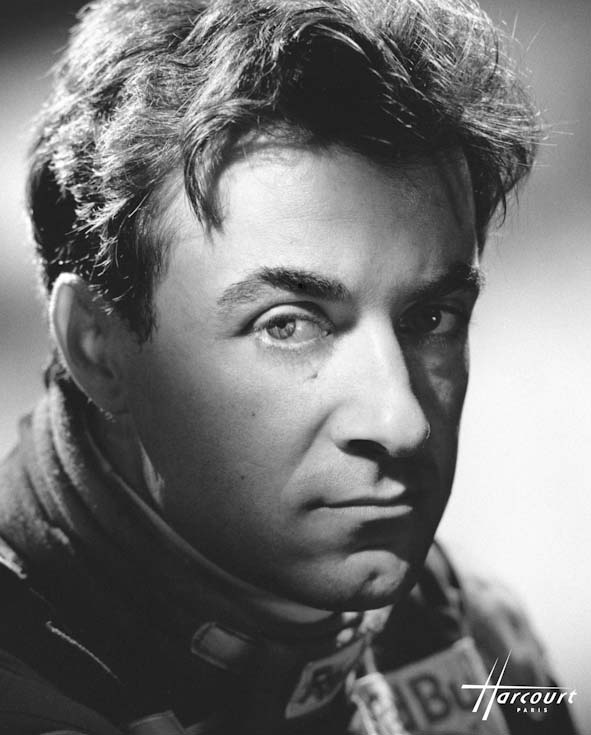
Jean Alesi

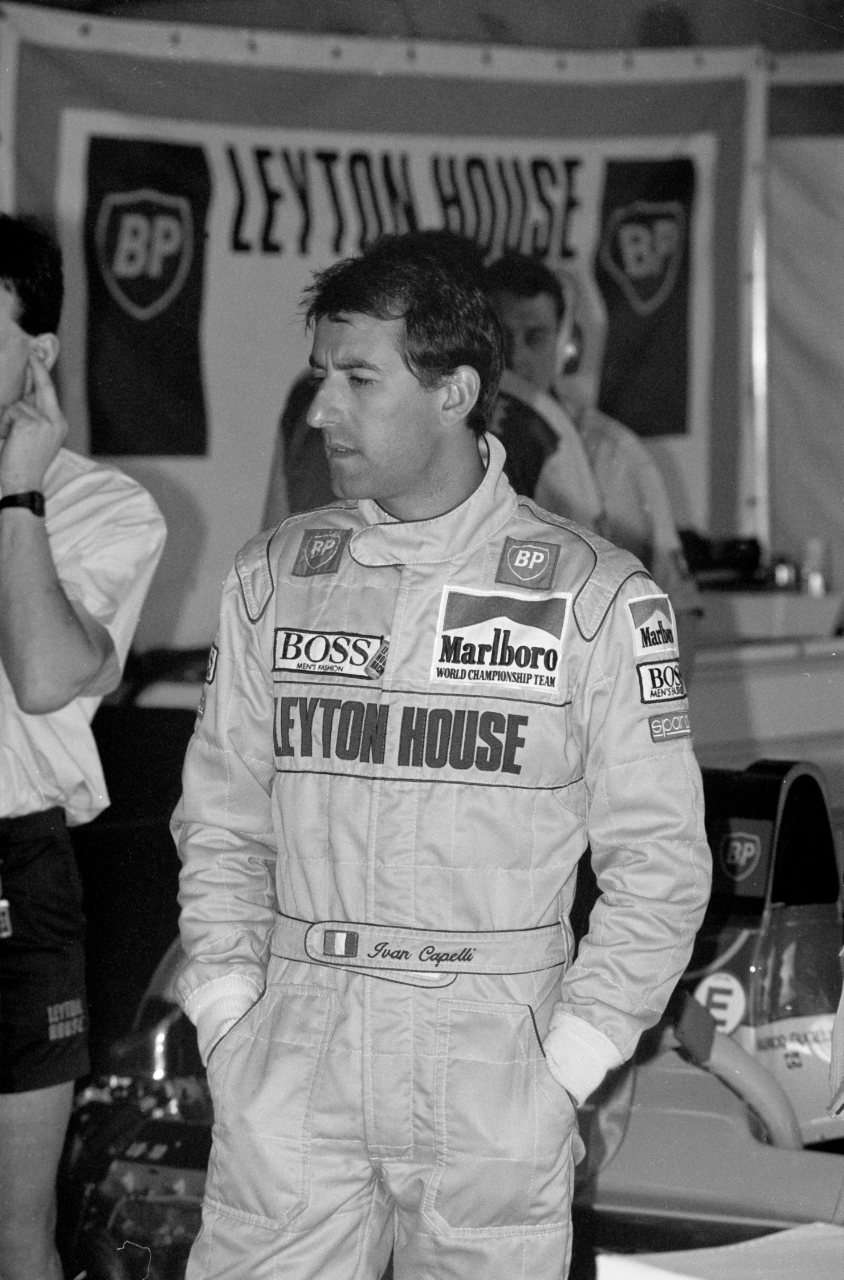
Ivan Capelli

Jako kierowców Ferrari na 1992 rok wybrano Jeana Alesiego (który jeździł już dla Ferrari w sezonie 1991) oraz Ivana Capellego (który po 14 Grand Prix został zastąpiony przez Nicolę Lariniego). Para Alesi–Capelli była pierwszym od 1968 duetem kierowców Ferrari, w którym żaden z kierowców nie wygrał wyścigu.
Jean Alesi, francuski kierowca włoskiego pochodzenia, w 1987 roku zdobył tytuł mistrzowski we Francuskiej Formule 3. W 1988 roku zadebiutował w Międzynarodowej Formule 3000 i zdobył wówczas dziesiąte miejsce w klasyfikacji kierowców. W sezonie 1989 po zaciętej walce z Érikiem Comasem został mistrzem Międzynarodowej Formuły 3000. Ponadto w 1989 roku Alesi zadebiutował w Formule 1, w Tyrrellu w Grand Prix Francji. W swoim pierwszym wyścigu był czwarty. W roku 1990 przejechał już cały sezon w Formule 1. W Grand Prix Stanów Zjednoczonych sensacyjnie prowadził przez 34 okrążenia, ostatecznie kończąc wyścig na drugiej pozycji. Taką samą pozycję osiągnął w Grand Prix Monako. Na sezon 1991 miał już podpisany kontrakt z zespołem Williams, ale ostatecznie – głównie ze względu na swoje pochodzenie – wybrał starty w Ferrari. Ferrari 643 był awaryjną i niezbyt udaną konstrukcją: Alesi nie ukończył połowy wyścigów (w tym Grand Prix Belgii, w którym prowadził) i zdobył 21 punktów, o 13 mniej od zespołowego kolegi, Alaina Prosta. Na 1992 rok Alesi został w Ferrari.
Ivan Capelli w 1983 roku został mistrzem Włoskiej Formuły 3, a rok później – Europejskiej Formuły 3. W 1985 roku zadebiutował w Międzynarodowej Formule 3000 i wygrał jeden wyścig. Również w 1985 roku zadebiutował w Formule 1 w zespole Tyrrell. W swoim drugim wyścigu, Grand Prix Australii, był czwarty. Mimo tego w sezonie 1986 wystartował tylko w dwóch wyścigach w zespole AGS. W latach 1987–1991 ścigał się w Marchu (w sezonach 1990–1991 działającym pod nazwą Leyton House) i w tym okresie wyrobił sobie dobrą reputację. Capelli odnosił kilka dobrych wyników: w Grand Prix Belgii 1988 był trzeci, a w Grand Prix Portugalii 1988 i Grand Prix Francji 1990 – drugi. Capelli wygrałby Grand Prix Francji 1990, gdyby w jego Leyton Housie CG901 pod koniec wyścigu nie pojawiły się problemy techniczne. 1991 rok był jednak mniej udany: Capelli zdobył jeden punkt za szóste miejsce w Grand Prix Węgier. Mimo tego na sezon 1992 Capelli podpisał kontrakt z Ferrari, zastępując tym samym Alaina Prosta.
W 1984 roku Nicola Larini był kierowcą Formuły Abarth i Włoskiej Formuły 3. W roku 1985 wygrał dwa wyścigi we Włoskiej Formule 3 i był szósty w klasyfikacji generalnej. W 1986 roku został mistrzem Włoskiej Formuły 3. W 1987 wziął udział w czterech wyścigach Międzynarodowej Formuły 3000 w zespole Forti Corse. Pod koniec 1987 zadebiutował w Formule 1 w zespole Coloni. Dwa następne sezony spędził w Oselli. W 1990 roku został kierowcą zespołu Ligier. Po rozczarowującym sezonie przeszedł do Modeny (Lambo). Na 1992 rok został kierowcą testowym Ferrari, mając głównie na celu testować system aktywnego zawieszenia. W tym samym roku ścigał się w serii CIS, którą wygrał. Na dwa ostatnie wyścigi sezonu 1992 zastąpił w Ferrari Ivana Capellego.

## F92A w wyścigach
Kierowcy rozpoczęli testowanie na dwa tygodnie przed rozpoczęciem sezonu.
W kwalifikacjach do pierwszej eliminacji sezonu, Grand Prix RPA, Alesi był piąty, a Capelli – dziewiąty. Strata do zdobywcy pole position, Nigela Mansella, wynosiła jednak w przypadku Alesiego ponad 1,7 sekundy, a w przypadku Capellego – 2,9 sekundy. Na starcie Alesi wyprzedził Gerharda Bergera. Obaj kierowcy Ferrari odpadli jednak z wyścigu wskutek przegrzania silnika: Capelli na 29, a Alesi na 41 okrążeniu. Problemem samochodu były uszkodzenia układów olejowych, które nie były w stanie wytrzymać przeciążenia pojawiającego się na jednym z zakrętów.
Sesje kwalifikacyjne do Grand Prix Meksyku Alesi ukończył jako dziesiąty, a Capelli jako dwudziesty. Dwudziesta pozycja startowa Capellego była najgorszą pozycją kwalifikacyjną kierowcy Ferrari od sezonu 1981. W trakcie wyścigu Capelli tuż po starcie zderzył się z Karlem Wendlingerem i zakończył wyścig. Alesi odpadł na 32 okrążeniu wskutek awarii silnika. Problemem Ferrari zaczęła być nie tylko awaryjność, ale i moc silnika – w wyścigu o Grand Prix Meksyku Alesi był 25 (przedostatni) w klasyfikacji prędkości maksymalnej (o 14 km/h wolniej od pierwszego kierowcy), a oba Ferrari w kwalifikacjach były wolniejsze od używających silników Ferrari samochodów Dallara F192 zespołu BMS Scuderia Italia.
W kwalifikacjach do Grand Prix Brazylii Alesi był szósty, natomiast Capelli jedenasty. Kierowcy Ferrari po raz pierwszy w sezonie dojechali do mety i zdobyli punkty: Alesi był czwarty, natomiast Capelli piąty ze stratą 30 sekund do Francuza.
Kwalifikacje do Grand Prix Hiszpanii Capelli po raz pierwszy w sezonie zakończył przed Alesim: Włoch był piąty, a Francuz ósmy. Wyścig odbywał się w deszczowych warunkach. Większość kierowców rozpoczęła wyścig na oponach przeznaczonych na mokrą nawierzchnię. Alesi startował z takiego miejsca, że tylna część jego Ferrari stała na suchej nawierzchni, ponieważ w tym miejscu znajdował się naziemny mostek. To pozwoliło kierowcy włoskiego zespołu na bardzo dobry start i po pierwszym zakręcie Alesi był trzeci, za kierowcami Williamsa. Na trzy okrążenia przed końcem Capelli jechał na piątym miejscu, a Alesi na szóstym, ale z wyścigu odpadł Ayrton Senna, więc kierowcy ci awansowali o jedną pozycję. Wkrótce później jednak Capelli wypadł z toru i zakończył jazdę. Szybko zbliżający się do rywali po odbyciu późnego pit-stopu Alesi zdołał jeszcze wyprzedzić Gerharda Bergera i ukończył rywalizację na trzecim miejscu, Capelli natomiast został sklasyfikowany na dziesiątej pozycji.
Do Grand Prix San Marino Alesi startował z siódmej pozycji, a Capelli – tuż za nim. Capelli szybko spadł na dalsze pozycje, a na 12 okrążeniu w szykanie Acque Minerali wjechał w żwir i zakończył rywalizację. Alesi natomiast nie zjechał na pit-stop i jechał przed kierowcami zespołów McLaren i Benetton. Na 40 okrążeniu miała miejsce kolizja między Alesim i Bergerem, w wyniku której obaj kierowcy odpadli.
W kwalifikacjach do Grand Prix Monako Alesi zajął czwarte miejsce, a Capelli ósme. Na starcie Alesi został wyprzedzony przez Michaela Schumachera, ale odzyskał pozycję w zakręcie Mirabeau. Na 12 okrążeniu walczący o czwarte miejsce Alesi i Schumacher zderzyli się w zakręcie Loews, ale obaj zdołali kontynuować jazdę. Kolizja ta doprowadziła jednak do uszkodzeń w systemie zarządzającym skrzynią biegów i Alesi na 29 okrążeniu wycofał się z wyścigu wskutek awarii skrzyni biegów. Na 61 okrążeniu samochód jadącego na piątym miejscu Capellego obróciło w zakręcie Rascasse, po czym Włoch wjechał na bandę, a jego F92A było nachylone do powierzchni toru pod kątem około 45°.
Sesje kwalifikacyjne do Grand Prix Kanady Alesi i Capelli ukończyli odpowiednio na ósmym i dziewiątym miejscu. Na starcie Alesi utrzymał swoją pozycję, a Capelli został wyprzedzony przez Karla Wendlingera. Jadący na 10 miejscu Capelli na 19 okrążeniu uderzył w ścianę na wyjściu z zakrętu czwartego. Włoch utrzymywał, że tył samochodu dziwnie się zachowywał, a po wyjściu z zakrętu jego Ferrari zamiast skręcić, pojechało prosto. Alesi ukończył Grand Prix Kanady na trzecim miejscu.
Ferrari zaczęło w tym czasie tworzyć bardziej komfortowe warunki pracy dla Alesiego. Od Grand Prix San Marino zapasowy samochód był dostępny wyłącznie dla Alesiego. Rozwijano nową podłogę, ale była ona umieszczona tylko w samochodzie Alesiego i jego samochodzie zapasowym. Nową skrzynię biegów także zamontowano w F92A Alesiego.
W kwalifikacjach do Grand Prix Francji Alesi był szósty, Capelli zaś ósmy. Na starcie wyścigu Schumacher zderzył się z Senną, wskutek czego z rywalizacji odpadł Brazylijczyk; to pozwoliło Alesiemu awansować na piąte miejsce, ale Capelli spadł na dziesiątą pozycję. Następnie odpadł Berger, przez co Alesi był czwarty, ale później został wyprzedzony przez Mikę Häkkinena. W trakcie wyścigu spadł obfity deszcz i przerwano wyścig, a gdy opady ustały, zawody zostały wznowione. Na 39 okrążeniu jadący na 11 miejscu Capelli wycofał się z rywalizacji wskutek awarii silnika. W dalszej części wyścigu ponownie zaczęło padać i tylko Jean Alesi nie zjechał na zmianę opon, przez co jechał na drugim miejscu. Ostatecznie Francuz zmienił opony, a na 62 okrążeniu zakończył wyścig z powodu uszkodzenia jednostki napędowej.
Kwalifikacje do Grand Prix Wielkiej Brytanii Alesi ukończył na ósmym miejscu, a Capelli był w nich czternasty. Czas Capellego wynosił 1:24,558 i był o 5,593 sekundy gorszy od czasu zdobywcy pole position (Nigela Mansella), co oznaczało, że Włoch nie zmieściłby się w limicie 107%. Na 44 okrążeniu wyścigu Alesi wycofał się z powodu uszkodzeń mechanicznych. Capelli ukończył Grand Prix na dziewiątym miejscu, tuż za Michele Alboreto i Érikiem Comasem, których nie potrafił wyprzedzić.
Do Grand Prix Niemiec Alesi startował z piątego, a Capelli z dwunastego miejsca. Na starcie Alesi spadł za kierowców Benettonów, natomiast Capelli awansował na ósmą pozycję. Na takiej też pozycji jechał Capelli, gdy na 22 okrążeniu w jego samochodzie zepsuł się silnik. Alesi finiszował na piątym miejscu.
W kwalifikacjach do Grand Prix Węgier Alesi był dziewiąty, natomiast Capelli dziesiąty. Alesi na piętnastym okrążeniu wypadł z toru i zakończył wyścig, natomiast Capelli finiszował jako szósty, zdobywając swój trzeci punkt w sezonie. Był to zarazem ostatni punkt Capellego w Formule 1.

### F92AT
Na Grand Prix Belgii wprowadzono nowy model – początkowo tylko dla Jeana Alesiego – oznaczony symbolem F92AT. Samochód ten był wyposażony między innymi w nową, siedmiobiegową poprzeczną skrzynię biegów, zmodyfikowane przednie zawieszenie czy bardziej sztywny system montażu silnika.
Kwalifikacje do Grand Prix Belgii Alesi zakończył jako piąty, natomiast Capelli (wciąż jeżdżący starym F92A) był dwunasty, tuż za Gabriele Tarquinim z zespołu Fondmetal. Alesi odpadł z wyścigu na ósmym okrążeniu, kiedy to wpadł w poślizg, Capelli natomiast zakończył rywalizację 18 okrążeń później, gdy, jadąc na szóstym miejscu, w jego samochodzie awarii uległ silnik.
Na Grand Prix Włoch Capelli otrzymał już nowe F92AT. W kwalifikacjach Włoch był siódmy, a Jean Alesi – trzeci. W wyścigu Alesi jechał na czwartym miejscu, a Capelli był szósty, kiedy obaj kierowcy odpadli z wyścigu na 13 okrążeniu: Alesi z powodu awarii układu paliwowego, a Capelli dlatego, że wypadł z toru.
W kwalifikacjach do Grand Prix Portugalii Alesi był 10, a Capelli – 16. Ponownie obaj kierowcy nie finiszowali: na 13 okrążeniu Alesi wpadł w poślizg, a na 35 w samochodzie Capellego (jadącego wówczas na 19 miejscu) zepsuł się silnik.
Po Grand Prix Portugalii Capelli został zwolniony z zespołu i zastąpiony kierowcą testowym, Nicolą Larinim. Udostępniono mu jednak wersję F92A. Ponadto zespół postanowił, że F92A Lariniego będzie wersją eksperymentalną, wyposażoną w aktywne zawieszenie, którą Włoch ma za zadanie przetestować w trakcie pozostałych dwóch wyścigów.
W piątkowej sesji kwalifikacyjnej do Grand Prix Japonii Larini był jedenasty, a Alesi piętnasty. W sesji sobotniej kierowcy nie zdołali poprawić tych wyników, ponieważ padał wówczas ulewny deszcz. Alesi ukończył wyścig na piątym miejscu, a Larini – na dwunastym.
W kwalifikacjach do ostatniej eliminacji sezonu, Grand Prix Australii, Jean Alesi był szósty, a Nicola Larini – dziewiętnasty. W wyścigu Alesi drugi raz z rzędu zdobył punkty, finiszując jako czwarty. Larini był jedenasty, wyprzedzając tylko dwóch kierowców.
Ferrari zakończyło sezon 1992 z 21 punktami w klasyfikacji konstruktorów; włoski zespół został wyprzedzony przez Williamsa, McLarena i Benettona, od którego był wyżej w klasyfikacji w poprzednim sezonie. Tymczasem w roku 1992 Benetton uzyskał o 70 punktów więcej od Ferrari. W klasyfikacji kierowców Jean Alesi był siódmy (18 punktów), a Ivan Capelli trzynasty (trzy punkty).
Nieudana konstrukcja F92A spowodowała, że z zespołu odeszli Nichols i Migeot. Nowym szefem ds. projektu został George Ryton, a jako dyrektora technicznego zatrudniono Johna Barnarda. W charakterze kierowcy do zespołu wrócił Gerhard Berger. Ferrari F93A był znacznie bardziej konwencjonalną konstrukcją aniżeli poprzednik, ale nadal nie był w stanie odnosić zwycięstw i sezon 1993 Ferrari ponownie zakończyło w klasyfikacji konstruktorów na czwartym miejscu, uzyskując 28 punktów.

## Wyniki w Formule 1
| Legenda oznaczeń w tabelach wyników Wyświetl szablon na nowej stronie | Legenda oznaczeń w tabelach wyników Wyświetl szablon na nowej stronie                                                                     |
| Oznaczenie                                                            | Wyjaśnienie |
| --------------------------------------------------------------------- | --- |
| Złoty                                                                 | Zwycięzca lub mistrzostwo |
| Srebrny                                                               | 2. miejsce lub wicemistrzostwo |
| Brązowy                                                               | 3. miejsce lub II wicemistrzostwo |
| Zielony                                                               | Ukończył, punktował (w klasyfikacji generalnej, gdy zdobył co najmniej jeden punkt na przestrzeni sezonu, poza trzema powyższymi opcjami) |
| Niebieski                                                             | Ukończył, nie punktował (w klasyfikacji generalnej, gdy nie zdobył co najmniej jednego punktu na przestrzeni sezonu)                      |
| Czerwony                                                              | Nie zakwalifikował się (NZ) |
| Czerwony                                                              | Nie prekwalifikował się (NPK) |
| Różowy                                                                | Nie ukończył (NU) |
| Różowy                                                                | Niesklasyfikowany (NS) (w klasyfikacji generalnej, gdy nie został sklasyfikowany w żadnym wyścigu sezonu)                                 |
| Czarny                                                                | Zdyskwalifikowany (DK) |
| Czarny                                                                | Wykluczony (WYK/EX) |
| Biały                                                                 | Nie wystartował (NW) |
| Biały                                                                 | Kontuzjowany (K/INJ) |
| Biały                                                                 | Wyścig odwołany (OD/C) |
| Bez koloru                                                            | Został wycofany (WYC/WD) |
| Bez koloru                                                            | Nie przybył (NP/DNA) |
| Bez koloru                                                            | Nie brał udziału w treningach (NT/DNP) |
| Bez koloru                                                            | Nie został zgłoszony (–) |
| Pogrubienie                                                           | Start z pole position |
| Kursywa                                                               | Najszybsze okrążenie wyścigu |
| †                                                                     | Nie ukończył, ale jego rezultat został zaliczony ze względu na przejechanie więcej niż 90% dystansu wyścigu.                              |
| *                                                                     | Sezon w trakcie |
| 1/2/3                                                                 | Punktowana pozycja w sprincie |
| Lista systemów punktacji Formuły 1                                    | |

| Sezon | Zespół               | Silnik  | Kierowcy      | Wyniki w poszczególnych eliminacjach | Wyniki w poszczególnych eliminacjach | Wyniki w poszczególnych eliminacjach | Wyniki w poszczególnych eliminacjach | Wyniki w poszczególnych eliminacjach | Wyniki w poszczególnych eliminacjach | Wyniki w poszczególnych eliminacjach | Wyniki w poszczególnych eliminacjach | Wyniki w poszczególnych eliminacjach | Wyniki w poszczególnych eliminacjach | Wyniki w poszczególnych eliminacjach | Wyniki w poszczególnych eliminacjach | Wyniki w poszczególnych eliminacjach | Wyniki w poszczególnych eliminacjach | Wyniki w poszczególnych eliminacjach | Wyniki w poszczególnych eliminacjach | Wyniki kierowców | Wyniki kierowców | Wyniki konstruktora | Wyniki konstruktora |
| Sezon | Zespół               | Silnik  | Kierowcy      | Południowa Afryka                    | Meksyk                               | Brazylia                             | Hiszpania                            | San Marino                           | Monako                               | Kanada                               | Francja                              | Wielka Brytania                      | Niemcy                               | Węgry                                | Belgia                               | Włochy                               | Portugalia                           | Japonia                              | Australia                            | Punkty           | Pozycja          | Punkty              | Pozycja             |
| ----- | -------------------- | ------- | ------------- | ------------------------------------ | ------------------------------------ | ------------------------------------ | ------------------------------------ | ------------------------------------ | ------------------------------------ | ------------------------------------ | ------------------------------------ | ------------------------------------ | ------------------------------------ | ------------------------------------ | ------------------------------------ | ------------------------------------ | ------------------------------------ | ------------------------------------ | ------------------------------------ | ---------------- | ---------------- | ------------------- | ------------------- |
| 1992  | Scuderia Ferrari SpA | Ferrari | Jean Alesi    | NU                                   | NU                                   | 4                                    | 3                                    | NU                                   | NU                                   | 3                                    | NU                                   | NU                                   | 5                                    | NU                                   | NU                                   | NU                                   | NU                                   | 5                                    | 4                                    | 18               | 7                | 21                  | 4                   |
| 1992  | Scuderia Ferrari SpA | Ferrari | Ivan Capelli  | NU                                   | NU                                   | 5                                    | 10                                   | NU                                   | NU                                   | NU                                   | NU                                   | 9                                    | NU                                   | 6                                    | NU                                   | NU                                   | NU                                   | –                                    | –                                    | 3                | 13               | 21                  | 4                   |
| 1992  | Scuderia Ferrari SpA | Ferrari | Nicola Larini | –                                    | –                                    | –                                    | –                                    | –                                    | –                                    | –                                    | –                                    | –                                    | –                                    | –                                    | –                                    | –                                    | –                                    | 12                                   | 11                                   | 0                | 29               | 21                  | 4                   |